# Giovanni Conti (Kardinal)
Giovanni Conti (* 1414 in Rom; † 20. Oktober 1493 ebenda) war ein italienischer Geistlicher, Erzbischof von Conza und Kardinal der Römischen Kirche.

## Leben
Giovanni Conti war ein Mitglied der Familie Conti aus Valmontone.
Am 26. Januar 1455 wurde er zum Erzbischof von Conza ernannt. Am 1. Oktober 1484 trat er als Erzbischof zugunsten seines Neffen Niccolò zurück. Am 15. November 1483 wurde er im Konsistorium, das im Petersdom stattfand, von Sixtus IV. zum Kardinalpriester kreiert. Er erhielt am gleichen Tag die Titelkirche Santi Nereo e Achilleo und den Kardinalshut vier Tage später. Giovanni Conti nahm am Konklave 1484 teil, in dem Giovanni Battista Cibo zu Papst Innozenz VIII. gewählt wurde.
Am 18. Oktober 1485 wurde er Kardinalpriester von Sant’Adriano al Foro und am 9. März 1489 von San Vitale. Er nahm am Konklave 1492 teil, das Papst Alexander VI. wählte.
Giovanni Conti starb am 20. Oktober 1493 in Rom an der Beulenpest und wurde in der dortigen Kirche Santa Maria in Aracoeli beigesetzt.